# پیوما سوید
پیوما سوید (انگلیسی: Puma Swede؛ زاده ۱۳ سپتامبر ۱۹۷۶) بازیگر پورنوگرافی و تن‌نشان اهل سوئد است. بخش نخست نام وی از ماشین اسپورت فورد پوما گرفته شده‌است. از سال ۲۰۰۵ وی در بیش از ۲۰۰ فیلم بازی کرده‌است.
او فنلاندی‌تبار است و پدر و مادر او هر دو اهل فنلاند بودند. وی از سال ۲۰۰۴ مقیم کالیفرنیا بوده‌است.
او دارای مم.ه های بسیار بزرگ است